# Rodokmen habsbursko-lotrinské dynastie

Erb habsbursko-lotrinských

Toto je rodokmen habsbursko-lotrinské dynastie (německy Habsburg-Lothringen). Předchází mu rodokmen Habsburků.

## Habsbursko-lotrinská dynastie
1. František I. Štěpán Lotrinský (1708–1765) ∞ Marie Terezie (1717–1780)
  1. Marie Alžběta (1737–1740)
  2. Marie Anna Habsbursko-Lotrinská (1738–1789), klagenfurtská mecenáška
  3. Marie Karolína (1740–1741)
  4. Josef II. (1741–1790)
    1. Marie Terezie (1762–1770)
    2. Kristýna (1763–1764)

  5. Marie Kristýna Habsbursko-Lotrinská (1742–1798) ∞ vévoda Albert Kazimír Sasko-Těšínský (1738–1822)
  6. Marie Alžběta Habsbursko-Lotrinská (1743–1808), abatyše v Innsbrucku
  7. Karel Josef Habsbursko-Lotrinský (1745–1761)
  8. Marie Amálie Habsbursko-Lotrinská (1746–1804) ∞ vévoda Ferdinand Parmský (1751–1802)
  9. Leopold II. (1747–1792) ∞ Marie Ludovika Španělská (1745–1792), dcera krále Karla III. (1716–1788)
    1. Marie Terezie Josefa Habsbursko-Lotrinská (1767–1827) ∞ král Antonín I. Saský (1755–1836)
    2. František II. (1768–1835)
      1. Ludovika Alžběta Františka (1790–1791)
      2. Marie Luisa Habsbursko-Lotrinská (1791–1847) ∞ Napoleon Bonaparte (1769–1821)
      3. Ferdinand I. Dobrotivý (1793–1875)
      4. Marie Karolína (1794–1795)
      5. Karolína Ludovika Leopoldina (1795–1799)
      6. Marie Leopoldina Habsbursko-Lotrinská (1797–1826) ∞ král Petr I. Brazilský (1798–1834), císař brazilský
      7. Marie Klementina Habsbursko-Lotrinská (1798–1881) ∞ Leopold Neapolsko-Sicilský (1790–1851), vévoda ze Salerna, syn krále Ferdinanda I. Neapolsko-Sicilského (1751–1825)
      8. Josef František Leopold (1799–1807)
      9. Marie Karolína Rakouská (1801–1832) ∞ král Fridrich August II. Saský (1797–1854)
      10. František Karel Habsbursko-Lotrinský (1802–1878) ∞ Žofie Frederika Bavorská (1805–1872), dcera Maxmiliána I. Josefa Bavorského (1756–1825)
        1. František Josef I. (1830–1916) ∞ Alžběta Bavorská (1837–1898), dcera Maxe Josefa Bavorského (1808–1888)
          1. Žofie Frederika (1855–1857)
          2. Gisela Habsbursko-Lotrinská (1856–1932) ∞ princ Leopold Bavorský (1846–1930), nejvyšší polní maršál
          3. Rudolf Rakousko-Uherský (1858–1889) ∞ Štěpánka Belgická (1864–1945), dcera belgického krále Leopolda II. (1835–1909)
            1. Alžběta Marie Rakouská (1883–1963)

          4. Marie Valerie Habsbursko-Lotrinská (1868–1924) ∞ František Salvátor Rakousko-Toskánský (1866–1939)

        2. Maxmilián I. Mexický (1832–1867) ∞ Charlotta Belgická (1840–1927), dcera belgického krále Leopolda I. (1790–1865)
        3. Karel Ludvík Rakouský (1833–1896)
          1. František Ferdinand Rakouský-Este (1863–1914), atentát ∞ Žofie Chotková (1868–1914), atentát, dcera hraběte Bohuslav Chotek z Chotkova (1829–1896)
            1. Žofie z Hohenbergu (1901–1990) ∞ Bedřich z Nostic-Rienecku (1891–1973), syn hraběte Ervína Felixe z Nostic-Rienecku
            2. Maxmilián z Hohenbergu (1902–1962) ∞ Alžběta Waldbursko-Wolfeggská (1904–1993), dcera knížete Maxmiliána Waldbursko-Wolfeggského
              1. František (1927–1977) ∞ Alžběta Lucemburská (1922–2011), dcera velkovévodkyně Šarloty Lucemburské (1896–1985)
                1. Anita (* 1958)
                2. Žofie (* 1960)

              2. Jiří (1929–2019) ∞ Eleonora princezna Ausersbersko-Breunnerská (* 1928)
                1. Mikuláš (* 1961) ∞ Marie Alžběta Westphalenová z Fürstenbergu (* 1963)
                  1. Karel (* 1991)
                  2. Jana (* 1993)
                  3. Tereza (* 1996)
                  4. Sofie (* 2000)

                2. Henrieta (* 1962)
                3. Maxmilián (* 1970) ∞ Emilia Oliva Cattaneo Vieti
                  1. Mikuláš (* 2001)
                  2. Luisa (* 2004)
                  3. Leopold (* 2006)

              3. Albrecht (* 1931) ∞ Leontýna hraběnka z Cassis-Faraone (* 1933)
                1. Markéta (* 1963) ∞ Josef Karel Habsbursko-Lotrinský (* 1960)
                2. Leo (* 1964) ∞ Rosalind Roque Alcoforado
                  1. Geneviéve (* 1998)
                  2. Adrien (* 2003)

                3. Jana (* 1966) ∞ Andreas Henckel von Donnersmarck
                4. Kateřina (* 1969) ∞ Carlos Manuel Méndez de Vigo y Löwenstein-Wertheim-Rosenberg

              4. Jan (1933–2003) ∞ Alžběta Meilinger-Rehrl (* 1947)
                1. Žofie (* 1970) ∞ Clemens z Trauttenbergu
                2. Štěpán (* 1972) ∞ Leonie von Kloss (* 1977)
                  1. Filipa (* 2001)
                  2. Antonie (* 2003)
                  3. Jan (* 2005)
                  4. Josefa (* 2009)

                3. Jiří (* 1976) ∞ Valerie Hutter (* 1976)
                4. Izabela (* 1976) ∞ Franziskus Bagusat

              5. Petr (* 1936) ∞ Kristýna Meilinger-Rehrl (* 1945)
                1. Marie-Kristýna (* 1970)
                2. Marie-Tereza (* 1972)

              6. Gerhard (* 1941)

            3. Ernst z Hohenbergu (1904–1954) ∞ Marie-Tereza Wood (1910–1985), dcera Jiřího Jervise Wooda
              1. Ferdinand (1937–1978) ∞ Heidi Zechling (* 1941)
                1. František (* 1969) ∞ Christiane Pirker
                  1. Maxmilián (* 2001)

              2. Ernst (* 1944) ∞ Patricia Caesar (* 1950)
                1. Eva (* 1974) ∞ Alessandro Geromella

            4. (syn) (1908)

          2. Ota František Josef (1865–1906) ∞ Marie Josefa Saská (1867–1944), dcera krále Jiří I. Saský (1832–1904)
            1. Karel I. (1887–1922) ∞ Zita Bourbonsko-Parmská (1892–1989), dcera vévody Robert I. Parmský (1848–1907)
            2. Maxmilián Evžen Rakouský (1895–1952) ∞ Františka z Hohenlohe-Waldenburg-Schillingsfürstu (1897–1989), dcera prince Konrada z Hohenlohe-Waldenburg-Schillingsfürstu
              1. Ferdinand Habsbursko-Lotrinský (1918–2004) ∞ Helene zu Toerring-Jettenbach
                1. Alžběta (1957–1983) ∞ (Maria Plain z Salcburku)
                2. Sofie (* 1959) ∞ Mariano Hugo z Windisch-Grätze
                3. Maxmilián (* 1961) ∞ Sara Maya al-Askari
                  1. Mikuláš (* 2005)
                  2. Konstantin (* 2007)
                  3. Kateřina (* 2010)

              2. Jindřich Karel Maria Habsbursko-Lotrinský (* 1925) ∞ Ludmila z Galenu (* 1939)
                1. Filip (* 1962) ∞ Mayasuni Heath
                  1. Amaya Anna (* 2011)

                2. Marie Kristýna (* 1964) ∞ Clemens Guggenberg von Riedhofen (* 1962)
                3. Ferdinand (* 1965) ∞ Tita z Hardenbergu (* 1968), dcera hraběte Ondřeje z Hardenbergu (* 1937)
                  1. Jakub-Maxmilián (* 2002)
                  2. Paulina (* 2004)
                  3. Lara (* 2007

                4. Konrád (* 1971) ∞ Ashmita Goswami
                  1. Leonie (* 2011)

          3. Ferdinand Karel Rakouský (1868–1915), gen. Ferdinand Burg ∞ Berta Czuberová (1879–1916), dcera profesora Emanuela Czubera
          4. Markéta Žofie Habsbursko-Lotrinská (1870–1902) ∞ Albrecht Württemberský (1865–1939)
          5. Marie Anunciáta Habsbursko-Lotrinská (1876–1961), abatyše Tereziánského ústavu šlechtičen v Praze
          6. Alžběta Amálie Habsbursko-Lotrinská (1878–1960) ∞ Alois Maria Adolf z Lichtenštejna

        4. Marie Anna Rakouská (1835–1840)
        5. Ludvík Viktor Habsbursko-Lotrinský (1842–1919)

      11. Marie Anna (1804–1858)
      12. Jan Nepomuk (1805–1809)
      13. Amálie Terezie (1807)

    3. Ferdinand III. Toskánský (1769–1824) – zakladatel habsbursko-toskánské linie
    4. Marie Anna (1770–1809)
    5. Karel Ludvík Rakousko-Těšínský (1771–1847) ∞ Jindřiška Nasavsko-Weilburská (1797–1829), dcera vévody Bedřicha Viléma (1768–1816) – zakladatel „linie vojevůdců“
    6. Alexandr Leopold Habsbursko-Lotrinský (1772–1795)
    7. Albrecht Jan Josef (1773–1774)
    8. Maxmilián Jan Josef (1774–1778)
    9. Josef Habsbursko-Lotrinský (1776–1847), palatin Uherský – zakladatel uherské linie
      1. Alexandrina (1801)
      2. Hermína Amálie Marie (1817–1842)
      3. Štěpán Habsbursko-Lotrinský (1817–1867)
      4. Alžběta (1820)
      5. Alexandr (1825–1837)
      6. Alžběta Františka Marie Habsbursko-Lotrinská (1831–1903)
      7. Josef Karel Ludvík Habsbursko-Lotrinský (1833–1905) ∞ Klotylda Sasko-Kobursko-Gothajská (1846–1927), dcera Augusta Sasko-Kobursko-Saalfeldského (1818–1881)
        1. Alžběta Klementina Klotilda Marie Amálie (1865–1866)
        2. Marie Dorotea Habsbursko-Lotrinská (1867–1932) ∞ Ludvík Filip Robert Orleánský (1869–1926)
        3. Markéta Klementina Habsbursko-Lotrinská (1870–1955) ∞ Albert I. Thurn-Taxiský (1867–1953)
        4. Josef August Rakouský (1872–1962) ∞ Augusta Marie Luisa Bavorská (1875–1964), dcera Leopolda Bavorského (1846–1930)
          1. Josef František Habsbursko-Lotrinský (1895–1957) ∞ Anna Monika Pia Saská (1903–1976), dcera krále Bedřicha Augusta III. (1865–1932)
            1. Markéta (1925–1979) ∞ Alexander Cech
            2. Helena (1927–2011) ∞ Jiří Alexandr Meklenburský
            3. Anna (1928–1984)
            4. Josef Arpád (* 1933) ∞ Marie z Löwenstein-Wertheim-Rosenbergu
              1. Josef Karel (1957)
              2. Monika (* 1958) ∞ Charles Henri de Rambures
              3. Josef Karel (* 1960) ∞ Markéta z Hohenbergu (* 1963)
                1. Jana (* 1992)
                2. Josef Albrecht (* 1994)
                3. Pavel (* 1996)
                4. Alžběta (* 1997)

              4. Marie (* 1961) ∞ Raymond Willem van der Meide
              5. Ondřej (* 1963) ∞ Marie-Christine von Hatzfeldt-Dönhoff
                1. Bedřich (* 1995)
                2. Petr (* 1997)
                3. Celina (* 1998)
                4. Marie (* 2000)
                5. Benedikt (* 2005)

              6. Alexandra (* 1965) ∞ Wilhelmus Analectus Maria de Wit
              7. Mikuláš (* 1973) ∞ Eugenia de Calonje Gurrea
                1. Mikuláš (* 2003)
                2. Sofie (* 2005)
                3. Santiago (* 2006)

              8. Jan (* 1975) ∞ Maria Gabriela Montenegro Villamiszar
                1. Jan (* 2010)
                2. syn (* 2012)

            5. Štěpán (1934–2011) ∞ Maria Anderl
              1. Leonhardt (* 1972) ∞ Manuela Bach
                1. Serafín (* 2003)
                2. Gabriel (* 2006)

              2. Kristýna (* 1975) ∞ Gerd Dieter Heisz

            6. Marie Kynga (* 1938) ∞ 1. Enest Kiss ∞ 2. Joachim Krist
            7. Gejza (* 1940) ∞ 1. Monica Decker ∞ 2. Elizabeth Jane Kunstadter
              1. František (* 1967) ∞ Theresa João Manuel Carlos
                1. Anna (* 1995)
                2. Filip (* 1997)

              2. Ferdinand (* 1969) ∞ Mary Nyanut Ring Machar
                1. Luisa (* 2000)
                2. Ladislav (* 2002)
                3. Gisela (* 2004)
                4. Matyáš (* 2009)

              3. Maxmilián (* 1974) ∞ Arabella Stafford Northcote
              4. Isabela (* 1996)

            8. Michael (* 1942) ∞ Kristýna z Löwenstein-Wertheim-Rosenbergu
              1. Eduard (* 1967) ∞ Marie Therese von Gudenus
                1. Anna (* 1996)
                2. Tereza (* 1997)
                3. Pavel (* 2000)
                4. Sofie (* 2003)
                5. Ladislava (* 2005)
                6. Rosa (* 2009)

              2. Pavel (* 1968)
              3. Markéta (* 1972) ∞ Benedikt von Piatti

          2. Gisela Augusta Anna Marie (1897–1901)
          3. Žofie (1899–1978)
          4. Ladislav (1901–1946)
          5. Matyáš Josef Albrecht Antonín Ignác Maria (1904–1905)
          6. Magdalena (1909–2000)

        5. László Filip Maria Vincent (1875–1895)
        6. Alžběta Henrieta Klotilda Marie Viktorie (1883–1958)
        7. Klotilda Marie Amálie Filomena Raineria (1884–1903)

      8. Marie Jindřiška Habsbursko-Lotrinská (1836–1902) ∞ král Leopold II. Belgický (1835–1909)

    10. Marie Klementina Habsbursko-Lotrinská (1777–1801) ∞ král František I. Neapolsko-Sicilský (1777–1830)
    11. Antonín Viktor Habsbursko-Lotrinský (1779–1835), kníže kolínský, velmistr Německého řádu
    12. Marie Amálie (1780–1798)
    13. Jan Habsbursko-Lotrinský (1782–1859)
    14. Rainer Josef Habsbursko-Lotrinský (1783–1853), vicekrál lombardsko-benátský ∞ Alžběta Savojsko-Carignanská (1800–1856), dcera Karla Emanuela Savojského (1770–1800)
      1. Marie (1821–1844)
      2. Adelheid Rakouská (1822–1855) ∞ král Viktor Emanuel II. (1820–1878)
      3. Leopold Habsbursko-Lotrinský (1823–1898)
      4. Arnošt Habsbursko-Lotrinský (1824–1899)
      5. Zikmund Habsbursko-Lotrinský (1826–1891)
      6. Rainer Rakouský (1827–1913) ∞ Marie Karolína Rakouská (1825–1915), dcera Karla Rakousko-Těšínského (1771–1847)
      7. Jindřich Habsbursko-Lotrinský (1828–1891)
      8. Maxmilián (1830–1839)

    15. Ludvík Habsbursko-Lotrinský (1784–1864)
    16. Rudolf Jan Habsbursko-Lotrinský (1788–1831), kardinál, biskup olomoucký

  10. Karolína (1748–1748)
  11. Johanna Gabriela Habsbursko-Lotrinská (1750–1762)
  12. Marie Josefa Habsbursko-Lotrinská (1751–1767)
  13. Marie Karolína Habsbursko-Lotrinská (1752–1814) ∞ Ferdinand I. Neapolsko-Sicilský (1751–1825), král sicilský a neapolský
  14. Ferdinand Karel Habsbursko-Lotrinský (1754–1806) ∞ Marie Beatrice d’Este (1750–1829), dcera Herkula III. (1727–1803) – zakladel větve Rakouští-Este
    1. Josef František (1772)
    2. Marie Tereza Rakouská-Este (1773–1832) ∞ král Viktor Emanuel I. (1759–1824)
    3. Josefa (1775–1777)
    4. Marie Leopoldina Rakouská-Este (1776–1848) ∞ Karel Teodor Falcký (1724–1799)
    5. František IV. Modenský (1779–1846), vévoda z Modeny ∞ Marie Beatrice Savojská (1792–1840), dcera Viktora Emanuela I. (1759–1824), krále piemontsko-sardinského
      1. Marie Tereza Modenská (1817–1886) ∞ Henri d'Artois, comte de Chambord (1820–1883)
      2. František V. Modenský (1819–1875) ∞ Adéla Augusta Bavorská (1823–1914), dcera krále Ludvíka I. (1786–1868)
        1. Anna Beatrice (1848–1849)

      3. Ferdinand Karel Viktor Rakouský-Este (1821–1849) ∞ Alžběta Františka Marie Habsbursko-Lotrinská (1831–1903), dcera Josefa Antonína Habsbursko-Lotrinského (1776–1847)
        1. Marie Tereza Rakouská-Este (1849–1919) ∞ král Ludvík III. Bavorský (1845–1921)

      4. Marie Beatrix Modenská (1824–1906) ∞ Jan Karel Bourbonský (1822–1887), pretendent

    6. Ferdinand Karel Josef Rakouský-Este (1781–1850), polní maršál
    7. Maxmilián Josef Rakouský-Este (1782–1863), velmistr
    8. Marie Antonínia (1784–1786)
    9. Karel Ambrož Rakouský-Este (1785–1809), arcibiskup ostřihomský
    10. Marie Ludovika Beatrix z Modeny (1787–1816) ∞ císař František II. (1768–1835)

  15. Marie Antoinetta (1755–1793) ∞ král Ludvík XVI. (1754–1793)
  16. Maxmilián František Habsbursko-Lotrinský (1756–1801), biskup münsterský, kurfiřt (kníže) kolínský, zakladatel university v Bonnu.

### Od Karla I., císaře rakouského, apoštolského krále uherského a krále českého
1. Karel I. (1887–1922) ∞ Zita Bourbonsko-Parmská (1892–1989), dcera vévoda Roberta I. (1848–1907)
  1. Ota Habsbursko-Lotrinský (1912–2011) ∞ Regina Sasko-Meiningenská (1925–2010), dcera Jiřího III. (1892–1946)
    1. Andrea (* 1953) ∞ Karel Evžen hrabě z Neippergu (* 1951)
    2. Monika (* 1954) ∞ Gonzaga vévoda ze San Angela (* 1950)
    3. Michaela (* 1954) ∞ (I) Eric d’Antin (* 1922); ∞ (II) Hubertus hrabě z Kagenecku
    4. Gabriela Habsburská (* 1956) ∞ (1980–2000) Kristián Meister
    5. Walburga Habsburg Douglas (* 1958) ∞ Archibald hrabě Douglas (* 1949)
    6. Karel Habsbursko-Lotrinský (* 1961) ∞ Francesca baronka von Thyssen-Bornemisza
      1. Eleonora (* 1994)
      2. Ferdinand Zvonimír (* 1997)
      3. Gloria (* 1999)

    7. Jiří Habsbursko-Lotrinský (* 1964) ∞ Eilika Oldenburská (* 1972), dcera Jana Bedřicha Adolfa Oldenburského (* 1940)
      1. Žofie (* 2001)
      2. Ildiko (* 2002)
      3. Karel Konstantin (* 2004)

  2. Adelheid Habsbursko-Lotrinská (1914–1971)
  3. Robert Rakouský-d'Este (1915–1996) ∞ Markéta Savojská (* 1930), dcera Amadea z Aosty (1898–1942)
    1. Marie Beatrice (* 1954) ∞ Riprand hrabě z Arco-Zinnebergu
    2. Lorenz Rakouský d'Este (* 1955) ∞ Astrid Belgická (* 1962), dcera krále Alberta II. (* 1934)
      1. Amedeo (* 1986), princ belgický
      2. Marie Laura (* 1988)
      3. Jáchym (* 1991)
      4. Luisa Marie (* 1995)
      5. Laetitia Marie (* 2003)

    3. Gerhard Tadeáš (* 1957)
    4. Martin Karel (* 1959) ∞ Kateřina z Isenburg-Birsteinu
      1. Bartoloměj (* 2006)
      2. Emanuel (* 2008)
      3. Helena (* 2009)
      4. Ludvík (* 2011)

    5. Izabela (* 1963) ∞ Andrea hrabě Czarnocki-Lucheschi

  4. Felix Rakouský (1916–2011) ∞ Anna Evženie z Arenbergu
    1. Marie (* 1953) ∞ Vollrad Joachim Georg Günther Rr u.Edler von Poschinger
    2. Karel Filip (* 1954) ∞ 1. Martina Donath ∞ 2. Annie-Claire Christine Lacrambe
      1. Julien (* 1994)
      2. Ludvík (* 1998)

    3. Kinga (* 1955) ∞ Wolfgang Hubert Hermann von Erffa
    4. Raimond (1958–2008) ∞ Bettine Götz
      1. Felix (* 1996)
      2. Sofie (* 1998)
      3. Marie (* 2000)

    5. Marie Adelaide (* 1959) ∞ Jaime Marcos Pedro Corcuerra Acheson
    6. Štěpán (* 1961) ∞ Paola de Temesváry
      1. Ondřej (* 1994)
      2. Pavel (* 1997)
      3. Markéta (* 1999)

    7. Viridis (* 1961) ∞ Karl Harold William Dunning-Gribble

  5. Karel Ludvík Habsbursko-Lotrinský (1918–2007) ∞ Yolande de Ligne
    1. Rudolf (* 1950) ∞ Marie Hélène Christiane Joséphine Baronne de Villenfagne de Vogelsanck
      1. Karel Kristián (* 1977) ∞ Estelle de Saint-Romain
        1. Zita (* 2008)
        2. Anežka (* 2010)
        3. Anna (* 2012)

      2. Priscilla (* 1979)
      3. Jan (* 1981)
      4. Tomáš (* 1983)
      5. Marie (* 1986)
      6. František (* 1988)
      7. Michael (* 1990)
      8. Josef (* 1991)

    2. Alexandra (* 1952) ∞ Hector Riesle
    3. Karel Kristián (* 1954) ∞ Marie Astrid Lucemburská (* 1954), dcera velkovévody Jeana Lucemburského (1921–2019)
      1. Marie Kristýna (* 1983) ∞ Rodolphe de Limburg-Stirum
      2. Imrich (* 1985) ∞ Kathleen Walker
        1. Marie Stella (* 2013)

      3. Krištof (* 1988) ∞ Adelaide Drapé-Frisch
      4. Alexandr (* 1990)
      5. Gabriela (* 1994)

    4. Marie (* 1957) ∞ Franz Josef Fürst Auersperg-Trautson

  6. Rudolf Syringus Habsbursko-Lotrinský (1919–2010) ∞ 1. Xenia Černyšev-Bezobrazovová ∞ 2. Anna Gabriele kněžna von Wrede
    1. Marie Anna (* 1954) ∞ Peter Galitzine
    2. Karel Petr (* 1955) ∞ Alexandra kněžna von Wrede
      1. Antonie (* 2000)
      2. Lorenz (* 2003)

    3. Simeon (* 1958) ∞ Marie Neapolsko-Sicilská (* 1967), dcera vévody Karla Kalábrijského (* 1938)
      1. Jan (* 1997)
      2. Ludvík (* 1998)
      3. Isabela (* 2000)
      4. Charlotta (* 2003)
      5. Filip (* 2007)

    4. Jan (1962–1975)
    5. Kateřina (* 1972) ∞ Maximiliano Secco di Aragona

  7. Šarlota (1921–1989) ∞ Jiří Alexandr Mecklenburský (1899–1963)
  8. Alžběta Šarlota Rakouská (1922–1993) ∞ princ Jindřich z Lichtenštejna (1916–1991), syn Alfréda Romana z Lichtenštejna (1875–1930)

### Linie habsbursko-toskánská
1. Ferdinand III. Toskánský (1769–1824)
  1. Karolína Ferdinanda (1793–1902)
  2. František Leopold (1794–1800)
  3. Leopold II. Toskánský (1797–1870)
    1. Carolína Augusta (1822–1841)
    2. Augusta Ferdinanda Toskánská (1825–1864) ∞ Luitpold Bavorský (1821–1912), princ-regent bavorský
    3. Maxmiliana (1827–1834)
    4. Marie Izabela Toskánská (1834–1901)
    5. Ferdinand IV. Toskánský (1835–1908)
      1. Marie Antonie (1858–1883)
      2. Leopold Wölfling (1868–1935)
      3. Luisa Toskánská (1870–1947) ∞ saský král Bedřich August III. (1865–1932)
      4. Josef Ferdinand Toskánský (1872–1942), nejvyšší generál
      5. Petr Ferdinand Toskánský (1874–1948) ∞ Marie Kristina Bourbonsko-Sicilská (1877–1947), dcera Alfonse Marii Neapolsko-Sicilského (1841–1934), hraběte z Caserty
        1. Gottfried Toskánský (1902–1984) ∞ Dorothea Bavorská (* 1920), dcera Františka Marii Luitpolda Bavorského (1875–1957)
          1. Alžběta (* 1939) ∞ Friedrich Hubert Edler von Braun
          2. Alice (* 1941) ∞ Maria Plain bei Salzburg
          3. Leopold František (* 1942) ∞ 1. Laetitia de Belzunce-d'Arenberg ∞ 2. Marta Perez Valverde
            1. Zikmund (* 1966) ∞ Elyssa Edmonstone
              1. Leopold (* 2001)
              2. Tatyana (* 2003)
              3. Maxmilián (* 2004)

            2. Guntram (* 1967) ∞ Debora de Sola
              1. Anna (* 2001)
              2. Tizian (* 2004)

          4. Marie (* 1950) ∞ Hans Walter Nattermann

        2. Helena Rakousko-Toskánská (1903–1924) ∞ Filip II. Albrecht Württemberský (1893–1975)
        3. Jiří Toskánský (1905–1952) ∞ Marie Valerie von Waldburg-Zeil-Hohenems
          1. Guntram (1937–1944)
          2. Radbot (* 1938) ∞ Caroline Proust
            1. Leopold (* 1973) ∞ Nina Lenhart-Backhaus
              1. Chiara (* 2004)
              2. Felix (* 2007)
              3. Jiří (* 2009)

            2. Maxmilián (* 1976)
            3. Eleonora (* 1979)

          3. Marie (1941–1942)
          4. Walburga (* 1942) ∞ Carlos Tasso de Saxe-Coburgo e Braganca
          5. Verena (1944–1945)
          6. Jan (1946)
          7. Kateřina (* 1948) ∞ Roland Huber
          8. Agnes (* 1950) ∞ Peter von Fürstenberg
          9. Jiří (* 1952)

        4. Rosa Rakousko-Toskánská (1906–1983) ∞ Filip II. Albrecht Württemberský (1893–1975)

      6. Jindřich Ferdinand (1878–1969) ∞ Karolina Ludescher, morganatický sňatek, jejich potomci nosí titul hrabat z Habsburg-Lothringenu
        1. Jindřich (1908–1968) ∞ Helvig Schütte
          1. Ulrich (* 1941) ∞ Friederika von Klinkowström
            1. Evžen (* 1964) ∞ Gabriele Wetschnig
              1. Julie (* 1999)
              2. Sára (* 2003)

            2. Klement (* 1967) ∞ Gislinde Angerer
              1. Anna (* 1996)
              2. Benedikt (* 2000)

            3. Filip (* 1975) ∞ Bettina Drescher
              1. dcera (* 2004)

          2. Helviga (* 1942) ∞ Andreas sv. pán Jordis von Lohausen
          3. Krištof (* 1944) ∞ Ebba von Mohrenschildt
            1. Dominik (* 1974) ∞ Pia Rittinghausen
              1. Pius (* 2007)
              2. Hubert (* 2009)
              3. Maximilia (* 2011)

            2. Maxmilián (* 1975) ∞ Michaela Bobner
              1. Timo (* 2000)
              2. Matěj (* 2003)

            3. Konstantin (* 1976) ∞ Maria-Antonia Gall
            4. Ferdinand (* 1980)
            5. Elmerica (* 1984)

        2. Ottmar (1910–1988) ∞ Helene Moser
          1. Ulrika (* 1945) ∞ Luitpold Lichtenštejnský
          2. Alžběta (* 1948) ∞ Stephan Schenker
          3. Albrecht (* 1951) ∞ Birgit Guttenberg
            1. Klement (* 1992)

        3. Veronika (1912–2001)

      7. Anna Marie Terezie (1879–1961)
      8. Markéta Marie Albertine (1881–1965)
      9. Germana Marie Terezie (1884–1955)
      10. Agnes Marie Terezie (1891–1945)

    6. Marie Terezie (1836–1838)
    7. Marie Kristýna (1838–1849)
    8. Karel Salvátor Rakousko-Toskánský (1839–1912) ∞ Marie Imakuláta Neapolsko-Sicilská (1844–1899), dcera Ferdinanda II. Neapolsko-Sicilského (1810–1859)
      1. Marie Terezie Rakousko-Toskánská (1862–1933) ∞ Karel Štěpán Rakousko-Těšínský (1860–1933)
      2. Leopold Salvátor Rakousko-Toskánský (1863–1931), nejvyšší generál ∞ Blanka Bourbonsko-Kastilská (1868–1949), dcera Carlos María de los Dolores de Borbón (1848–1909), pretendent Španělský
        1. Marie de los Dolores Beatrix (1891–1974)
        2. Marie Imakuláta (1892–1971)
        3. Markéta Rakousko-Toskánská (1894–1986)
        4. Rainer Karel (1895–1930)
        5. Leopold (1897–1958) ∞ 1. Dagmar baronka Nicolics-Podrinska ∞ 2. Alice Coburn
          1. Gabriela (* 1921) ∞ Jan van der Mühll

        6. Marie Antonie Toskánská (1899–1977)
        7. Antonín Rakousko-Toskánský (1901–1987) ∞ Ileana Rumunská (1909–1991), dcera krále Ferdinanda I. Rumunského (1865–1927)
          1. Stefan (1932–1998) ∞ Mary Jerrine Soper
            1. Kryštof (* 1957) ∞ 1. Elizabeth Blanchette ∞ 2. Catherine Nastase Ripley
              1. Saygan (* 1987)
              2. Štěpán (* 1990)
              3. Marie (* 1997)

            2. Ileana (* 1958) ∞ David Snyder
            3. Petr (* 1959) ∞ 1. Shari Reid ∞ 2. Lauren Klaus
            4. Konstanza (* 1960) ∞ 1. Mark Matheson ∞ 2. Michael Dale Bain
            5. Antonín (* 1964) ∞ Ashley Byrd Carrell

          2. Marie-Ileana (1933–1959) ∞ Jaroslav hrabě z Kotulína a Dobřenic (1917–1959)
          3. Alexandra (* 1935)
          4. Dominik (* 1937) ∞ Engel de Voss
            1. Sandor (* 1965) ∞ 1. Priska Vilcsek ∞ 2. Herta Öfferl
              1. Konstantin (* 2000)

            2. Jiří (* 1968) ∞ Jacquelyn Frisco

          5. Marie Magdalena (* 1939) ∞ Hans svobodný pán z Holzhausenu
          6. Alžběta (* 1942)

        8. Assunta (1902–1993)
        9. František Josef Toskánský (1905–1975) ∞ 1. Maria Aloisa Baumer ∞ 2. Maria Elena Seunig
          1. Patricie (* 1963)

        10. Karel Pius Rakousko-Toskánský (1909–1953) ∞ Christa Satzger de Bálványos
          1. Alexandra (* 1941) ∞ Jose Riera y de Leyva
          2. Marie Immaculata (* 1942)

      3. František Salvátor Rakousko-Toskánský (1866–1939) ∞ Marie Valerie Habsbursko-Lotrinská (1868–1924), dcera císaře Františka Josefa I. (1830–1916)
        1. Alžběta Františka Rakousko-Toskánská (1892–1930) ∞ hrabě Jiří Waldburg-Zeil-Trauchburský (1877–1955)
        2. František Karel Rakousko-Toskánský (1893–1918)
        3. Hubert Salvátor Rakousko-Toskánský (1894–1971) ∞ Rosemary ze Salm-Salmu (1904–2001), dcera Emanuela Alfréda ze Salm-Salmu
          1. Bedřich Salvátor (1927–1999) ∞ Margareta hraběnka Kálnokyová z Kőröspataku
            1. Leopold (* 1956)
            2. Marie (* 1958) ∞ Rupert Wolff
            3. Alexandr (* 1959) ∞ Marie Gabriele von Waldstein
              1. Annabella (* 1997)
              2. Tara (* 2000)
              3. Konstantin (* 2002)
              4. Pavel (* 2003)

            4. Kateřina (* 1960) ∞ Niall Brooks

          2. Anežka Kristýna (* 1928) ∞ Karel Alfréd z Lichtenštejna
          3. Marie Markéta (* 1930)
          4. Marie Ludovika (1931–1999)
          5. Marie Adléta (* 1933)
          6. Alžběta Matylda (1935–1998) ∞ Jindřich z Auerspergu
          7. Ondřej Salvátor (* 1936) ∞ 1. Maria Espinosa de los Monteros y Rosillo ∞ 2. Valerie Podstatzky-Lichtenstein
            1. Tadeáš (* 2001)
            2. Kazimír (* 2003)
            3. Alice (* 2005)

          8. Josefa Hedvika (* 1937) ∞ hrabě Clemens Waldstein-Wartenberg
          9. Valerie Izabela (* 1941) ∞ 1966 Maxmilián Ondřej markrabě Bádenský (1933–2022)
          10. Marie Alberta (* 1944) ∞ Alexander sv. pán von Kottwitz-Erdödy
          11. Markus Emanuel (* 1946) ∞ Hildegard Maria Jungmayr
            1. Valentin (* 1983)
            2. Maxmilián (* 1984)
            3. Magdalena (* 1987)

          12. Jan Maxmilián (* 1947) ∞ Annemarie Stummer
            1. Karolina (1978–2007)
            2. Štěpánka (* 1979) ∞ Nikolaus von Halbgebauer
            3. Isabela (* 1981)

          13. Michael Salvátor (* 1949) ∞ Eva Antonia von Hofmann
            1. Marie Kristýna (* 1997)

        4. Hedvika Rakousko-Toskánská (1896–1970) ∞ hrabě Bernard ze Stolberg-Stolbergu (1881–1952)
        5. Theodor Salvátor Toskánský (1899–1978) ∞ Marie Tereza Waldburg-Zeil-Trauchburská (1901–1967)
          1. František (1927–2012) ∞ 1. Anna Amelie Pss Schönburg-Waldenburg ∞ 2. Hedwig von Lichem-Löwenburg
            1. Markéta (* 1981) ∞ Andreas Baumgartner
            2. Marie (* 1982) ∞ Martin Josef Wagner

          2. Tereza (* 1931) ∞ princ Rasso Bavorský
          3. Marie (* 1933) ∞ Reinhart hrabě von und zu Hoensbroech
          4. Karel (* 1936) ∞ Edith Wenzl Frn von Sternbach
            1. Matyáš (* 1971) ∞ 1. Sabine Binder ∞ 2. Eva Anderle
              1. Mikuláš (* 2000)
              2. Jakub (* 2001)
              3. Klára (* 2005)
              4. Martin (* 2011)

            2. Hedvika (* 1972) ∞ Georg Feldscher
            3. Jan (* 1974) ∞ Katharina Lieselotte Riedl Edle von Riedenstein
              1. Valentina (* 2012)

            4. Bernhard (* 1977)
            5. Veronika (* 1982) ∞ Ulrich von Mamming
            6. Benedikt (* 1983)

        6. Gertruda Rakousko-Toskánská (1900–1962) ∞ hrabě Jiří Waldburg-Zeil-Trauchburský (1878–1955)
        7. Marie (1901–1936)
        8. Klement Salvátor Habsbursko-Altenburský (1904–1974) ∞ Alžběta Rességuier de Miremont (* 1906)
          1. Marie (* 1931) ∞ Mario hrabě z Ledebur-Wichelnu
          2. Klement (* 1932) ∞ Laurence Costa de Beauregard
            1. Filip (* 1966)
            2. Henrietta (* 1972) ∞ Guillaume Antoine Louis du Bessey de Contenson

          3. Jiří (* 1933) ∞ Maria Roswitha Wickl
            1. Jiří (1964–2004)
            2. Marie (* 1967)
            3. Štěpán (* 1971) ∞ Katharina Mayr von Melnhof-Saurau
              1. Marie Alžběta (* 2001)
              2. Terezita (* 2003)

          4. Petr (1935–2008) ∞ Juliane z Valdštejna-Forni
            1. Bedřich (* 1966) ∞ Gabriele Maria Alice Alse Christine Irene Antonia hraběnka von Walterskirchen
              1. Emanuel (* 2002)
              2. Filipa (* 2003)
              3. Marie (* 2004)
              4. Sofie (* 2006)
              5. Mikuláš (* 2008)

            2. Emma (* 1969) ∞ Nikolaus August Franz Anton Maria hrabě Ségur-Eltz
            3. Leopold (* 1971) ∞ Juliane Zschau
              1. Emilie (* 2008)
              2. Antonie (* 2009)

            4. Francisca (* 1972)
            5. Marie (* 1973)

          5. Krištof (1937–2008) ∞ Kirsty Mackay
            1. Sebastián (* 1971) ∞ Megan Elizabeth Rees
              1. Jindřich (* 2000)
              2. Anna (* 2002)
              3. Campel (* 2004)

            2. Matylda (* 1975)
            3. Francisca (* 1979)

          6. Alžběta (* 1938)
          7. František (* 1941) ∞ Christa Frn von Härdtl
            1. Marie (* 1970) ∞ Peter Putschek
            2. Augustin (1971–2006) ∞ Nikzad Ziai
            3. Amálie (* 1979) ∞ Fábio Coutinho Geraldo
            4. Alžběta (* 1983)

          8. Mikuláš (* 1942) ∞ 1. Suzanne Robinow ∞ 2. Suzanne Robinow
            1. Florian (* 1974) ∞ Maike Rosa Pollack
            2. Anna (* 1977) ∞ Pierre Reboul

          9. Jan (* 1949) ∞ Eugenie Fundulus
            1. Marie Anežka (* 1975) ∞ Nikolaus von Einem
            2. Marie Josefa (* 1981) ∞ Sebastian sv. pán v. Eltz-Rübenach
            3. Klára (* 1983)
            4. František (* 1985)

        9. Matylda Rakousko-Toskánská (1906–1991) ∞ Ernst Hefel (1888–1974)
        10. Anežka (1911)

      4. Karolina Marie Rakousko-Toskánská (1869–1945) ∞ August Leopold Sasko-Kobursko-Gothajský (1867–1922), syn Augusta Sasko-Coburského a Gothajského (1845–1907)
      5. Marie Antonie (1871–1896)
      6. Albrecht Salvátor (1871–1896)
      7. Marie Antoineta (1874–1891)
      8. Marie Imakuláta Rakousko-Toskánská (1878–1968) ∞ Robert Württemberský
      9. Rainier Salvátor (1880–1889)
      10. Henrieta (1884–1886)
      11. Ferdinand Salvátor (1888–1891)

    9. Marie Anna (1840–1841)
    10. Rainer (1842–1844)
    11. Marie Luisa Toskánská (1845–1917) ∞ Karel, kníže z Isenburgu (1838–1899)
    12. Ludvík Salvátor Toskánský (1847–1915)
    13. Jan Salvátor Toskánský (1852; roku 1911 prohlášen za nezvěstného)

  4. Marie Luisa Toskánská (1799–1857)
  5. Marie Tereza Toskánská (1801–1855) ∞ Karel Albert Sardinský (1798–1849), král Sardinie

### „Vojevůdcovská linie“
1. Karel Ludvík Rakousko-Těšínský (1771–1847) ∞ Jindřiška Nasavsko-Weilburská (1797–1829), dcera vévody Bedřicha Viléma (1768–1816)
  1. Marie Terezie Izabela Rakouská (1816–1867) ∞ král Ferdinand II. Neapolsko-Sicilský (1810–1859)
  2. Albrecht Fridrich Rakousko-Těšínský (1817–1895) ∞ Hildegarda Luisa Bavorská (1825–1864), dcera krále Ludvík I. Bavorský (1786–1868)
    1. Marie Terezie Rakousko-Těšínská (1845–1927) ∞ vévoda Filip Alexandr Württemberský (1838–1917), syn vévody Alexandra Württemberského (1804–1881)
    2. Karel Albrecht (1847–1848)
    3. Matylda Marie Rakouská (1849–1867)

  3. Karel Ferdinand Rakousko-Těšínský (1818–1874) ∞ Alžběta Františka Marie Habsbursko-Lotrinská (1831–1903), dcera Josefa Antonína Habsbursko-Lotrinského (1776–1847)
    1. František-Josef (1855)
    2. Bedřich Rakousko-Těšínský (1856–1936), nejvyšší polní maršál ∞ Izabela z Croy-Dülmenu (1856–1931), dcera vévody Rudolfa z Croy (1823–1902)
      1. Marie Kristýna Rakousko-Těšínská (1879–1962) ∞ princ Emanuel Alfréd ze Salm-Salmu (1871–1916)
      2. Marie Anna Rakousko-Těšínská (1882–1940) ∞ vévoda Eliáš Bourbonsko-Parmský (1880–1959)
      3. Marie Jindřiška Rakousko-Těšínská (1883–1956) ∞ princ Gottfried z Hohenlohe-Schillingsfürstu (1867–1932)
      4. Natálie (1884–1898)
      5. Štěpánka (1886–1890)
      6. Gabriela Rakousko-Těšínská (1887–1954)
      7. Isabela Rakousko-Těšínská (1888–1973) ∞ princ Jiří František Josef Bavorský (1880–1943)
      8. Marie Alice Rakousko-Těšínská (1893–1962)
      9. Albrecht II. Rakousko-Těšínský (1897–1955) ∞ 1. Irene Lelbach ∞ 2. Katalin Bocskay de Felsö-Bánya ∞ 3. Georgina Lidia Strausz-Dorner
        1. Charlotta (* 1940) ∞ Ferdinand Joseph Wutholen
        2. Ildiko (* 1942) ∞ 1. Joseph Salvadore Calleja ∞ 2. Terry D. Fortier
        3. Rudolf Štěpán (*1951)[1]∞ Natálie Marie Radziwiłłová[2]
          1. Max Alex (*1974)[3]
          2. Anton (*1976)[4][5]

    3. Marie Kristina Rakouská ∞ král Alfons XII. (1857–1885)
    4. Karel Štěpán Rakousko-Těšínský (1860–1933) ∞ Marie Terezie Rakousko-Toskánská (1862–1933), dcera Karla Salvátora Toskánského (1839–1892)
      1. Eleonora Marie Imakuláta (1886–1974) ∞ Alfons von Kloss
      2. Renata Marie (1888–1935) ∞ Hieronymus Radziwiłł
      3. Karel Albrecht Habsbursko-Altenburský (1888–1951), rakouský a polský důstojník a pretendent trůnu ∞ Alice Ankarcrona, sňatek byl morganatický, jejich potomci nosí jméno princové a princezny z Altenburgu
        1. Karel Štěpán (* 1921) ∞ Maria-Louise Victoria Katharina Elisabeth af Petersens
          1. Marie Kristýna (* 1953)
          2. Karel Albrecht (1956–1957)

        2. Marie Kristýna (1923–2012)
        3. Karel Albrecht (1926–1928)
        4. Renata (* 1931) ∞ Eduardo de Zulueta y Dato

      4. Mechthilda Marie Kristýna (1891–1966) ∞ Olgierd Czartoryski
      5. Leo Karel Habsbursko-Lotrinský (1893–1939), rakouský a polský důstojník ∞ Maria-Klothilde von Thuillières hraběnka von Montjoye-Vaufrey et de la Roche
        1. Marie (1923–1988) ∞ Wolfgang Maria Benedikt Karl Edmund Ignatius hrabě z Hartigu
        2. Mechthildis (1924–2000) ∞ Manfred Marchese Piatti
        3. Alžběta (* 1927)
        4. Leo Štěpán (* 1928) ∞ 1. Gabriela Kunert ∞ 2. Heidi Aigner, oba sňatky byly morganatické, jejich potomci nosí titul hrabat z Habsburgu
          1. Marie Isabela (* 1962) ∞ Andreas Fehr
          2. Albrecht (* 1963) ∞ 1. Nadja Würfel ∞ 2. Carmen Eckstein
            1. Jessica (* 1994)

          3. Hubert (* 1967)
          4. Filip (* 1974)
          5. Anna (* 1977)
          6. Valerie (* 1982)
          7. Leo Štěpán (* 1985)

        5. Hugo Karel (1930–1981) ∞ Eleonore Kristen

      6. Vilém Habsbursko-Lotrinský (1895–1948), rakouský a ukrajinský důstojník a pretendent trůnu

    5. Evžen Rakousko-Těšínský (1863–1954), nejvyšší polní maršál, velmistr
    6. Marie Eleonora (1864)

  4. Bedřich Ferdinand Rakousko-Těšínský (1821–1847)
  5. Rudolf František (1822)
  6. Marie Karolína Rakouská (1825–1915) ∞ arcivévoda Rainer Ferdinand Habsbursko-Lotrinský (1827–1913)
  7. Vilém Rakousko-Těšínský (1827–1894), velmistr